# کریستوفر منز
کریستوفر منز (انگلیسی: Christoph Menz؛ زادهٔ ۲۲ دسامبر ۱۹۸۸) بازیکن فوتبال اهل آلمان است.
از باشگاه‌هایی که در آن بازی کرده‌است می‌توان به باشگاه فوتبال دینامو درسدن، باشگاه فوتبال یونیون برلین، و باشگاه فوتبال قوت-وایس ارفورت اشاره کرد.